# Judi Dart

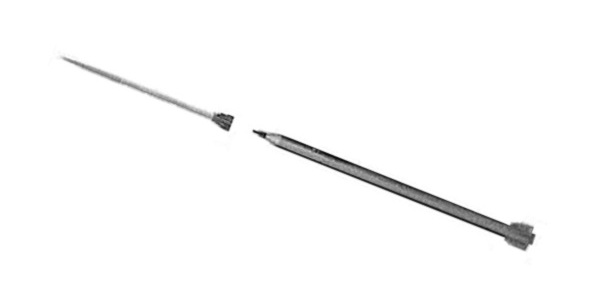
Um foguete Judi Dart.

O Judi Dart foi um foguete de sondagem de origem Norte americana, movido a combustível sólido, fabricado pela Rocket Power Inc., usado entre 1964 e 1972. Esse modelo se tornou bastante popular em todo o mundo para uso em pesquisas meteorológicas.

## Utilização
O foguete Judi Dart, era básicamente usado para sondagens meteorológicas entre 30 e 60 km de altitude. O dardo era impulsionado pelo foguete Judi até cerca de 76 km
de altitude, quando um pequeno explosivo expelia a carga útil, normalmente constituída de lâminas metálicas (de Cobre) polarizadas que eram então rastreadas na sua movimentação
lateral. Além dessa carga útil padrão, outras eram admitidas, como por exemplo: paraquedas, esferas infláveis, e sensores de temperatura.

## Descrição

### Motor
O motor Judi, era um motor de combustão interna, com 1,70 m de altura e 8 cm de diâmetro (1.9KS2150), com empuxo inicial de 9 kN e tempo de combustão de apenas 2 segundos, chegando a atingir a velocidade de quase 1.500 m/s. Nesse momento, o motor se separa do dardo, que chega ao seu apogeu de mais de 75 km em cerca de 135 segundos.

### Dardo
O dardo, era um cilindro de 4 cm de diâmetro e cerca de 1m de altura, balística e aerodinamicamente otimizado, de forma a tingir, por inércia, as altitudes pretendidas.
O diâmetro desse dardo variava um pouco dependendo das cargas úteis utilizadas.

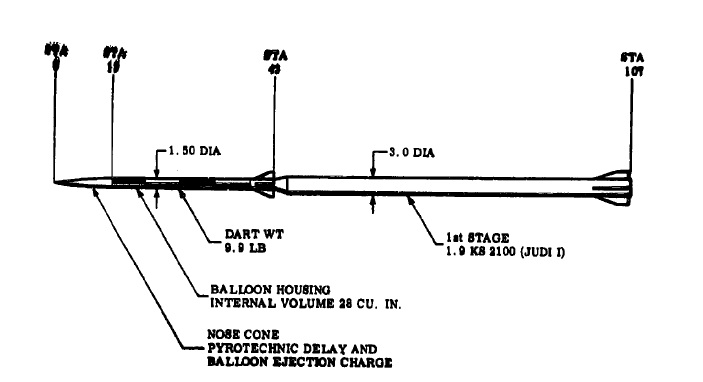
Visão esquemática de um foguete Judi Dart.

## Características
- Altura: 2,7 m
- Diâmetro: 8 cm (4 cm no dardo)
- Empuxo: 9 kN
- Apogeu: 65 km
- Estréia: 18 de março de 1964
- Último: 01 de janeiro de 1972
- Lançamentos: 680 (a nível mundial) com taxa de sucesso de 99.68%.